# Mistrovství České republiky v orientačním běhu ve sprintu
Mistrovství České republiky v orientačním běhu ve sprintu je pořádáno každoročně od roku 1999. Jde o mladou disciplínu tohoto sportu a zpravidla se běhá v centrech měst a na jejich sídlištích, v parcích a přilehlých lesích. Díky atraktivním prvkům (krátké startovní pole, minutový interval, trať vítěze do 15 minut) bývá ze závodů také televizní přenos hlavních kategorií.
Kromě hlavní ženské a mužské kategorie se soutěží v mnoha dalších věkových a výkonnostních kategoriích. Součástí závodu je Veteraniáda ČR.

## Přehled závodů MČR ve sprintu
| Mistrovství České republiky | Mistrovství České republiky | Mistrovství České republiky | Mistrovství České republiky      | Mistrovství České republiky | Mistrovství České republiky | Mistrovství České republiky | Mistrovství České republiky   | Mistrovství České republiky                     | Mistrovství České republiky | Mistrovství České republiky |
| Ročník                      | Datum                       | Pořadatel                   | Místo konání                     | Název mapy                  | Ředitel                     | Hlavní rozhodčí             | Stavitelé tratí               | Web závodu                                      | ORIS                        | Poznámka                    |
| --------------------------- | --------------------------- | --------------------------- | -------------------------------- | --------------------------- | --------------------------- | --------------------------- | ----------------------------- | ----------------------------------------------- | --------------------------- | --------------------------- |
| MČR 1999                    | 2. 10. 1999                 | USK Praha                   | Konopiště • aréna                | Konopiště                   |                             |                             |                               |                                                 |                             |                             |
| MČR 2000                    | 7. 10. 2000                 | OK Jihlava                  | Jihlava • aréna                  | Jihlava                     |                             |                             |                               |                                                 |                             |                             |
| MČR 2001                    | 6. 10. 2001                 | SKOB Zlín                   | Rožnov pod Radhoštěm • aréna     | Valašská dědina             | Pavel Starosta              |                             | Petr Pernička                 |                                                 |                             |                             |
| MČR 2002                    | 19. 10. 2002                | SK Jamnice                  | Arboretum Nový Dvůr • aréna      | Arboretum                   |                             |                             | Tomáš Kovalčík                |                                                 |                             |                             |
| MČR 2003                    | 8. 5. 2003                  | TJ Jiskra Havlíčkův Brod    | Havlíčkův Brod - centrum • aréna | Hastrman                    |                             |                             |                               |                                                 |                             |                             |
| MČR 2004                    | 12. 6. 2004                 | OK Slavia Hradec Králové    | Jaroměř - Josefov • aréna        | Josefov                     | Karel Toužil                | Jan Netuka                  | Michal Jedlička               | www                                             |                             |                             |
| MČR 2005                    | 4. 6. 2005                  | OOB Třebíč                  | Třebíč - centrum • aréna         | Třebíč                      |                             |                             |                               |                                                 |                             |                             |
| MČR 2006                    | 29. 4. 2006                 | OOB TJ Slovan Luhačovice    | Luhačovice • aréna               | Luhačovice Miramare         | Martin Plášek               | Libor Slezák                | Petr Vavrys                   | www                                             |                             |                             |
| MČR 2007                    | 28. 9. 2007                 | Orientační Běh Opava        | Opava • aréna                    | Sady 2007                   | Luděk Pavelek               | Luděk Valík                 | Miroslav Hadač                | www                                             |                             |                             |
| MČR 2008                    | 21. 6. 2008                 | Oddíl OB Kotlářka           | Praha - Bohnice • aréna          | Bohnice                     |                             |                             |                               |                                                 |                             |                             |
| MČR 2009                    | 19. 6. 2009                 | OK Lokomotiva Pardubice     | Kutná Hora • aréna               | Kutná Hora                  | Karel Haas                  | Petr Klimpl                 | Zbyněk Štěrba, Adam Zitka     | www                                             |                             |                             |
| MČR 2010                    | 14. 5. 2010                 | SKOB Zlín                   | Zlín - centrum • aréna           | Baťův Zlín                  | Michal Schäfer              | Anna Stackeová              | Libor Slezák                  | www[nedostupný zdroj]                           |                             |                             |
| MČR 2011                    | 2. 9. 2011                  | KOB Konice                  | Boskovice • aréna                | Boskovice                   | Jaroslav Komínek            | Dušan Vystavěl              | Daniel Vláčil                 |                                                 |                             |                             |
| MČR 2012                    | 1. 6. 2012                  | KOB Děčín                   | Děčín • aréna                    | Nomisterion                 | Luboš Přibyl                | Petr Karvánek               | Vladislav Nehasil, Petr Vlček |                                                 |                             |                             |
| MČR 2013                    | 8. 5. 2013                  | OK Lokomotiva Pardubice     | Chrudim • aréna                  | Chrudim                     | Dušan Stránský              | Petr Klimpl                 | Adam Zitka                    | www                                             | 2085                        |                             |
| MČR 2014                    | 8. 5. 2014                  | SK Žabovřesky Brno          | Znojmo • aréna                   | Znojmo                      | Libor Zřídkaveselý          | Miroslav Hlava              | Jan Zháňal                    | www                                             | 2276                        |                             |
| MČR 2015                    | 23. 5. 2015                 | Magnus Orienteering         | Valašské Meziříčí • aréna        | Žerotín                     | David Aleš                  | Roman Zbranek               | Štěpán Hrobař                 | www                                             | 2697                        |                             |
| MČR 2016                    | 7. 5. 2016                  | OOB TJ Slovan Luhačovice    | Uherský Brod • aréna             | Comenius                    | Vít Kunčar                  | Libor Slezák                | Marek Cahel                   | www[nedostupný zdroj]                           | 3082                        |                             |
| MČR 2017                    | 7. 5. 2017                  | SK Žabovřesky Brno          | Brno • aréna                     | Brno                        | Libor Zřídkaveselý          | Miroslav Hlava              | Jan Drábek                    | www                                             | 3543                        |                             |
| MČR 2018                    | 19. 5. 2018                 | SC vebr-sport               | Tábor • aréna                    | Tábor                       | Jiří Vébr                   | Jan Picek                   | Radek Novotný                 | www Archivováno 30. 1. 2018 na Wayback Machine. | 3978                        |                             |
| MČR 2019                    | 18. 5. 2019                 | OK Lokomotiva Pardubice     | Čáslav • aréna                   | Čáslav                      | Dušan Stránský              | Adam Zitka                  | Petr Fencl, Zbyněk Štěrba     | www                                             | 4299                        |                             |
| MČR 2020                    | 6. 9. 2020                  | OK 99 Hradec Králové        | Hradec Králové • aréna           | Hradec Králové - lávka      | Martin Müller               | Jan Panchártek              | Radek Novotný                 | www                                             | 5953                        |                             |
| MČR 2021                    | 22. 5. 2021                 | SK SKI-OB Šternberk         | Šternberk • aréna                | Šternberk                   | Kristýna Skyvová            | Jan Fátor                   | Petr Skyva                    | www                                             | 4979                        |                             |
| MČR 2022                    | 14. 5. 2022                 | Oddíl OB Kotlářka           | Praha - Stodůlky • aréna         | 100doolky                   | Dominika Plochová           | Ondřej Pospíšil             | Jakub Illner                  | www                                             | 5798                        |                             |
| MČR 2023                    | 30. 9. 2023                 | Orientační Běh Opava        | Opava • aréna                    | PNO a SNO                   | Jana Kostková               | Miroslav Hadač              | Luděk Valík                   | www                                             | 7281                        |                             |
| MČR 2024                    | 18. 5. 2024                 | TJ Spartak 1. Brněnská      | Jemnice • aréna                  | Jemnice                     | Kamil Komenda               | Marek Cahel                 | Libor Zřídkaveselý            | www                                             | 7618                        |                             |
| MČR 2025                    | 17. 05. 2025                | OK Kamenice                 | Benešov                          | Benešov                     | Adam Jedlička               | Martin Škvor                | Adam Hájek                    |                                                 | 8223                        |                             |

## Přehled vítězů MČR ve sprintu
|      |                                             | Muži               | Muži               | Muži               | Ženy                | Ženy               | Ženy               |
| Rok  | Pořadatel, místo                            | Zlatá medaile      | Stříbrná medaile   | Bronzová medaile   | Zlatá medaile       | Stříbrná medaile   | Bronzová medaile   |
| ---- | ------------------------------------------- | ------------------ | ------------------ | ------------------ | ------------------- | ------------------ | ------------------ |
| 1999 | USK Praha, Konopiště                        | Rudolf Ropek       | Libor Zřídkaveselý | Luboš Matějů       | Jana Cieslarová     | Marcela Kubatková  | Michaela Mahdalová |
| 2000 | OK Spartak Jihlava, Jihlava                 | Rudolf Ropek       | Libor Zřídkaveselý | Petr Losman        | Marcela Kubatková   | Zuzana Macúchová   | Vendula Klechová   |
| 2001 | SK OB Zlín, Rožnov pod Radhoštěm            | Libor Zřídkaveselý | Michal Horáček     | Rudolf Ropek       | Zdenka Stará        | Eva Šichnárková    | Jana Kuncová       |
| 2002 | Jamnice, Arboretum Nový Dvůr                | Rudolf Ropek       | Marek Prášil       | Luboš Matějů       | Vendula Klechová    | Anežka Jahnová     | Lenka Klimplová    |
| 2003 | Havlíčkův Brod, Havlíčkův Brod              | Rudolf Ropek       | Luboš Matějů       | Libor Zřídkaveselý | Zdenka Stará        | Barbora Chudíková  | Dana Brožková      |
| 2004 | Slavia Hradec Králové, Jaroměř - Josefov    | Jaromír Švihovský  | David Hepner       | Libor Zřídkaveselý | Marta Štěrbová      | Dana Brožková      | Zuzana Stehnová    |
| 2005 | Tatran Třebíč, Třebíč                       | Tomáš Dlabaja      | Vladimír Lučan     | Michal Smola       | Dana Brožková       | Zdenka Stará       | Marta Štěrbová     |
| 2006 | Slovan Luhačovice, Luhačovice               | Luboš Matějů       | Adam Kovács        | Palo Bukovac       | Éva Makrai          | Petra Novotná      | Veronika Krčálová  |
| 2007 | Opava, Opava                                | Tomáš Dlabaja      | Michal Smola       | Jan Procházka      | Radka Brožková      | Zdenka Stará       | Marta Štěrbová     |
| 2008 | Kotlářka Praha, Praha - Bohnice             | Tomáš Dlabaja      | Jan Procházka      | Vladimír Lučan     | Radka Brožková      | Riina Kuuselo      | Dana Brožková      |
| 2009 | Lokomotiva Pardubice, Kutná Hora            | Tomáš Dlabaja      | Štěpán Kodeda      | Jan Procházka      | Iveta Duchová       | Martina Dočkalová  | Šárka Svobodná     |
| 2010 | SK OB Zlín, Zlín                            | Jan Mrázek         | Tomáš Dlabaja      | Lukáš Barták       | Kamila Gregorová    | Dana Brožková      | Monika Topinková   |
| 2011 | Konice, Boskovice                           | Tomáš Dlabaja      | Jan Procházka      | Jan Šedivý         | Dana Brožková       | Iveta Duchová      | Šárka Svobodná     |
| 2012 | Lokomotiva Děčín, Děčín                     | Tomáš Dlabaja      | Jan Procházka      | Jan Flašar         | Iveta Duchová       | Adéla Jakobová     | Ivana Bochenková   |
| 2013 | Lokomotiva Pardubice, Chrudim               | Vojtěch Král       | Jan Procházka      | Jan Petržela       | Dana Šafka Brožková | Martina Zvěřinová  | Iveta Duchová      |
| 2014 | SK Žabovřesky Brno, Znojmo                  | Vojtěch Král       | Jan Procházka      | Petr Losman        | Iveta Duchová       | Vendula Horčičková | Martina Spurná     |
| 2015 | Magnus Orienteering, Valašské Meziříčí      | Adam Chloupek      | Michal Hubáček     | David Procházka    | Denisa Kosová       | Marta Fenclová     | Jana Knapová       |
| 2016 | Slovan Luhačovice, Uherský Brod             | Vojtěch Král       | Jan Procházka      | Baptiste Rollier   | Denisa Kosová       | Eva Kabáthová      | Kamila Gregorová   |
| 2017 | SK Žabovřesky Brno, Brno                    | Vojtěch Král       | Jan Petržela       | Miloš Nykodým      | Jana Knapová        | Adéla Indráková    | Tereza Janošíková  |
| 2018 | SC vebr-sport , Tábor                       | Vojtěch Král       | Daniel Hájek       | Miloš Nykodým      | Vendula Horčičková  | Jana Knapová       | Denisa Kosová      |
| 2019 | OK Lokomotiva Pardubice, Čáslav             | Vojtěch Král       | Marek Minář        | Miloš Nykodým      | Adéla Indráková     | Denisa Kosová      | Vendula Horčičková |
| 2020 | OK99 Hradec Králové, Hradec Králové         | Jakub Glonek       | Tomáš Křivda       | Vojtěch Sýkora     | Tereza Janošíková   | Karolína Kamenická | Jana Knapová       |
| 2021 | SK SKI-OB Šternberk, Šternberk              | Tomáš Křivda       | Vojtěch Král       | Jakub Glonek       | Jana Knapová        | Tereza Janošíková  | Adéla Indráková    |
| 2022 | OB Kotlářka, Tretra Praha, Praha - Stodůlky | Tomáš Křivda       | Jonáš Hubáček      | Martin Roudný      | Tereza Janošíková   | Denisa Kosová      | Adéla Indráková    |
| 2023 | Orientační běh Opava, Opava                 | Tomáš Křivda       | Vojtěch Král       | Martin Roudný      | Tereza Janošíková   | Jana Peterová      | Hanna Wiśniewska   |
| 2024 | TJ Spartak 1. brněnská, Jemnice             | Tomáš Křivda       | Martin Roudný      | Daniel Vandas      | Denisa Kosová       | Jana Peterová      | Anna Karlová       |
| 2025 | OK Kamenice, Benešov                        | Jakub Glonek       | Martin Roudný      | Vojtěch Král       | Denisa Králová      | Jana Pekařová      | Jana Peterová      |

## Medailové pořadí závodníků na MČR ve sprintu
Pořadí závodníků podle získaných medailí (tzv. olympijského hodnocení) v hlavní mužské a ženské kategorii (H21 a D21) na Mistrovství ČR ve sprintu v letech 1999 až 2024 (včetně).
| Medailové pořadí závodníků na MČR | Medailové pořadí závodníků na MČR | Medailové pořadí závodníků na MČR | Medailové pořadí závodníků na MČR | Medailové pořadí závodníků na MČR |
| Jméno                             | 1. místo                          | 2. místo                          | 3. místo                          | Celkem                            |
| --------------------------------- | --------------------------------- | --------------------------------- | --------------------------------- | --------------------------------- |
| Vojtěch Král                      | 6                                 | 2                                 |                                   | 8                                 |
| Tomáš Dlabaja                     | 6                                 | 1                                 |                                   | 7                                 |
| Tomáš Křivda                      | 4                                 | 1                                 |                                   | 5                                 |
| Rudolf Ropek                      | 4                                 |                                   | 1                                 | 5                                 |
| Dana Šafka Brožková-Brožková      | 3                                 | 2                                 | 2                                 | 7                                 |
| Denisa Králová-Kosová             | 3                                 | 2                                 | 1                                 | 6                                 |
| Tereza Rauturier-Janošíková       | 3                                 | 1                                 | 1                                 | 5                                 |
| Iveta Šístková-Duchová            | 3                                 | 1                                 | 1                                 | 5                                 |
| Zdenka Kozáková-Stará             | 2                                 | 2                                 |                                   | 4                                 |
| Jana Stehlíková-Knapová           | 2                                 | 1                                 | 2                                 | 5                                 |
| Radka Bečičková-Brožková          | 2                                 |                                   |                                   | 2                                 |
| Libor Zřídkaveselý                | 1                                 | 2                                 | 2                                 | 5                                 |
| Luboš Matějů                      | 1                                 | 1                                 | 2                                 | 4                                 |
| Adéla Finstrlová-Indráková        | 1                                 | 1                                 | 2                                 | 4                                 |
| Vendula Rusá-Horčičková           | 1                                 | 1                                 | 1                                 | 3                                 |
| Marcela Kopecká-Klapalová         | 1                                 | 1                                 |                                   | 2                                 |
| Marta Lučanová-Štěrbová           | 1                                 |                                   | 2                                 | 3                                 |
| Vendula Haldin-Klechová           | 1                                 |                                   | 1                                 | 2                                 |
| Kamila Gregorová-Jirků            | 1                                 |                                   | 1                                 | 2                                 |
| Jakub Glonek                      | 1                                 |                                   | 1                                 | 2                                 |
| Adam Chloupek                     | 1                                 |                                   |                                   | 1                                 |
| Jan Mrázek                        | 1                                 |                                   |                                   | 1                                 |
| Jaromír Švihovský                 | 1                                 |                                   |                                   | 1                                 |
| Jana Bruková-Cieslarová           | 1                                 |                                   |                                   | 1                                 |
| Éva Makrai                        | 1                                 |                                   |                                   | 1                                 |
| Jan Procházka                     |                                   | 6                                 | 2                                 | 8                                 |
| Martina Zvěřinová-Dočkalová       |                                   | 2                                 |                                   | 2                                 |
| Jana Peterová                     |                                   | 2                                 |                                   | 2                                 |
| Martin Roudný                     |                                   | 1                                 | 2                                 | 3                                 |
| Jan Petržela                      |                                   | 1                                 | 1                                 | 2                                 |
| Vladimír Lučan                    |                                   | 1                                 | 1                                 | 2                                 |
| Michal Smola                      |                                   | 1                                 | 1                                 | 2                                 |
| Ádam Kovács                       |                                   | 1                                 |                                   | 1                                 |
| Adéla Bogarová-Jakobová           |                                   | 1                                 |                                   | 1                                 |
| Anežka Kopecká-Jahnová            |                                   | 1                                 |                                   | 1                                 |
| Daniel Hájek                      |                                   | 1                                 |                                   | 1                                 |
| Eva Valentová-Kabáthová           |                                   | 1                                 |                                   | 1                                 |
| David Hepner                      |                                   | 1                                 |                                   | 1                                 |
| Eva Pekárková-Šichnárková         |                                   | 1                                 |                                   | 1                                 |
| Barbora Chudíková                 |                                   | 1                                 |                                   | 1                                 |
| Michal Horáček                    |                                   | 1                                 |                                   | 1                                 |
| Štěpán Kodeda                     |                                   | 1                                 |                                   | 1                                 |
| Petra Novotná-Wagnerová           |                                   | 1                                 |                                   | 1                                 |
| Michal Hubáček                    |                                   | 1                                 |                                   | 1                                 |
| Jonáš Hubáček                     |                                   | 1                                 |                                   | 1                                 |
| Marta Fenclová-Vlčovská           |                                   | 1                                 |                                   | 1                                 |
| Marek Prášil                      |                                   | 1                                 |                                   | 1                                 |
| Karolína Kamenická-Šiková         |                                   | 1                                 |                                   | 1                                 |
| Kuuselo Riina                     |                                   | 1                                 |                                   | 1                                 |
| Zuzana Macúchová                  |                                   | 1                                 |                                   | 1                                 |
| Marek Minář                       |                                   | 1                                 |                                   | 1                                 |
| Miloš Nykodým                     |                                   |                                   | 3                                 | 3                                 |
| Šárka Svobodná                    |                                   |                                   | 2                                 | 2                                 |
| Petr Losman                       |                                   |                                   | 2                                 | 2                                 |
| Monika Rollier-Topinková          |                                   |                                   | 1                                 | 1                                 |
| Zuzana Jedličková-Stehnová        |                                   |                                   | 1                                 | 1                                 |
| Vojtěch Sýkora                    |                                   |                                   | 1                                 | 1                                 |
| Veronika Peterková-Krčálová       |                                   |                                   | 1                                 | 1                                 |
| Anna Karlová                      |                                   |                                   | 1                                 | 1                                 |
| Baptiste Rollier                  |                                   |                                   | 1                                 | 1                                 |
| Daniel Vandas                     |                                   |                                   | 1                                 | 1                                 |
| David Procházka                   |                                   |                                   | 1                                 | 1                                 |
| Lenka Klimplová                   |                                   |                                   | 1                                 | 1                                 |
| Jana Kuncová                      |                                   |                                   | 1                                 | 1                                 |
| Hanna Wiśniewska                  |                                   |                                   | 1                                 | 1                                 |
| Ivana Fujáčková-Bochenková        |                                   |                                   | 1                                 | 1                                 |
| Michaela Kotecká-Mahdalová        |                                   |                                   | 1                                 | 1                                 |
| Martina Matějů-Spurná             |                                   |                                   | 1                                 | 1                                 |
| Jan Flašar                        |                                   |                                   | 1                                 | 1                                 |
| Lukáš Barták                      |                                   |                                   | 1                                 | 1                                 |
| Jan Šedivý                        |                                   |                                   | 1                                 | 1                                 |
| Pavol Bukovác                     |                                   |                                   | 1                                 | 1                                 |